# Deutsche Fechtmeisterschaften 2018
Bei den Deutschen Fechtmeisterschaften 2018 wurden die Einzel- und Mannschaftswettbewerbe des Fechtsports nach den Waffengattungen getrennt in drei Teilen ausgetragen. Die Meisterschaften wurden vom Deutschen Fechter-Bund organisiert. Die Deutschen Meisterschaften im Florett fanden vom 24. bis 25. März 2018 beim Fecht-Club Tauberbischofsheim statt, die Degenmeisterschaften vom 21. bis 22. April 2018 in Leipzig und die Säbelmeisterschaften ebenfalls vom 21. bis 22. April 2018 in Künzelsau.

## Florett
Die Deutschen Meisterschaften im Florett fanden vom 24. bis 25. März 2018 beim Fecht-Club in Tauberbischofsheim statt.

### Damenflorett
| Platz | Sportler         | Verein                |
| ----- | ---------------- | --------------------- |
| 1     | Anne Sauer       | FC Tauberbischofsheim |
| 2     | Leonie Ebert     | FC Tauberbischofsheim |
| 3     | Charlotte Krause | OFC Bonn              |
| 3     | Kim Kirschen     | SC Berlin             |

Weitere Platzierungen: 5. Franziska Schmitz (OFC Bonn), 6. Eva Hampel (FC Tauberbischofsheim), 7. Aliya Dhuique-Hein (FC Tauberbischofsheim) 8. Angelina-Noelle Krause (FSC Cottbus).

### Damenflorett (Mannschaft)
| Platz | Verein                | Sportler                                                    |
| ----- | --------------------- | ----------------------------------------------------------- |
| 1     | FC Tauberbischofsheim | Leandra Behr Leonie Ebert Eva Hampel Anne Sauer             |
| 2     | OFC Bonn              | Franziska Schmitz Julia Braun Mona Stephan Charlotte Krause |
| 3     | PSV Stuttgart         | Anja Harsányi Mandy Merkert Zsofia Posgay                   |

Weitere Platzierungen: 4. OSC Berlin, 5. FC Moers, 6. SC Berlin, 7. FG TG Münster, 8. TSG Weinheim.

### Herrenflorett
| Platz | Sportler           | Verein                |
| ----- | ------------------ | --------------------- |
| 1     | André Sanità       | OFC Bonn              |
| 2     | Alexander Kahl     | FC Tauberbischofsheim |
| 3     | Benjamin Kleibrink | FC Tauberbischofsheim |
| 3     | Peter Joppich      | CTG Koblenz           |

Weitere Platzierungen: 5. Dominik Schoppa (OFC Bonn), 6. Marius Braun (KTF Luitpold München), 7. Luis Klein (TSG Weinheim), 8. Tom Gombos (FC Tauberbischofsheim).

### Herrenflorett (Mannschaft)
| Platz | Verein                | Sportler                                                    |
| ----- | --------------------- | ----------------------------------------------------------- |
| 1     | OFC Bonn              | Dominik Schoppa Kerem Ercan Magnus Hamlescher André Sanità  |
| 2     | TSG Weinheim          | Felix Klein Luis Klein Ciaran Veitenheimer Mark Perelmann   |
| 3     | FC Tauberbischofsheim | Tom Gombos Alexander Kahl Arwen Borowiak Benjamin Kleibrink |

Weitere Platzierungen: 4. KTF München, 5. SC Berlin, 6. TG Dörnigheim, 7. Heidenheimer SB, 8. MTV München.

## Degen
Die Deutschen Meisterschaften im Degen fanden vom 21. bis 22. April 2018 in Leipzig statt.

### Damendegen (Einzel)
| Platz | Sportler         | Verein                |
| ----- | ---------------- | --------------------- |
| 1     | Beate Christmann | FC Tauberbischofsheim |
| 2     | Alexandra Ehler  | TSV Bayer Leverkusen  |
| 3     | Kristin Werner   | TSV Bayer Leverkusen  |
| 3     | Anna Hornischer  | Heidenheimer SB       |

Weitere Platzierungen: 5. Sophia Weitbrecht (Heidenheimer SB), 6. Nadine Stahlberg (FC Offenbach), 7. Anna Jonas (Heidenheimer SB), 8. Hannah Piesch (FC Tauberbischofsheim).

### Damendegen (Mannschaft)
| Platz | Verein                | Sportler                                                        |
| ----- | --------------------- | --------------------------------------------------------------- |
| 1     | TSV Bayer Leverkusen  | Alexandra Ehler Kristin Werner Paria Mahrokh Ricarda Multerer   |
| 2     | Heidenheimer SB       | Sophia Weitbrecht Vanessa Riedmüller Anna Jonas Anna Hornischer |
| 3     | FC Tauberbischofsheim | Hannah Piesch Patricia Derr Shirin Vollrath Beate Christmann    |

Weitere Platzierungen: 4. FC Offenbach, 5. FC Leipzig, 6. EFG Essen, 7. TV Hoffnungsthal, 8. TSG Friesenheim.

### Herrendegen (Einzel)
| Platz | Sportler        | Verein                |
| ----- | --------------- | --------------------- |
| 1     | Niklas Multerer | Heidenheimer SB       |
| 2     | Toni Kneist     | Fechtzentrum Berlin   |
| 3     | Rico Braun      | FC Tauberbischofsheim |
| 3     | Fabian Herzberg | TSV Bayer Leverkusen  |

Weitere Platzierungen: 5. Marco Brinkmann (TSV Bayer Leverkusen), 6. Stephan Rein (Heidenheimer SB), 7. Peter Bitsch (Darmstädter FC), 8. Bastian Lindenmann (TSG Reutlingen).

### Herrendegen (Mannschaft)
| Platz | Verein                | Sportler                                                     |
| ----- | --------------------- | ------------------------------------------------------------ |
| 1     | FC Tauberbischofsheim | André Hoch Samuel Unterhauser Maximilian Mészáros Rico Braun |
| 2     | TSV Bayer Leverkusen  | Marco Brinkmann Fabian Herzberg Fabian Bürger Lukas Bellmann |
| 3     | Heidenheimer SB       | Florian Maunz Niklas Multerer Niklas Deißler Stephan Rein    |

Weitere Platzierungen: 4. Heidelberger FC/TSG Rohrbach, 5. Fechtzentrum Solingen, 6. FC Offenbach, 7. Darmstädter FC, 8. TV Augsburg.

## Säbel
Die Deutschen Meisterschaften im Säbel fanden vom 21. bis 22. April 2018 in Künzelsau statt.

### Damensäbel (Einzel)
| Platz | Sportler       | Verein             |
| ----- | -------------- | ------------------ |
| 1     | Anna Limbach   | TSV Bayer Dormagen |
| 2     | Judith Kusian  | TSV Bayer Dormagen |
| 3     | Lisa Gette     | FC Würth Künzelsau |
| 3     | Larissa Eifler | TSV Bayer Dormagen |

Weitere Platzierungen: 5. Ann-Sophie Kindler (TSG Eislingen), 6. Julika Funke (FC Würth Künzelsau), 7. Léa Krüger (TSV Bayer Dormagen), 8. Anna-Lena Bürkert (FC Würth Künzelsau).

### Damensäbel (Mannschaft)
| Platz | Verein             | Sportler                                                        |
| ----- | ------------------ | --------------------------------------------------------------- |
| 1     | TSV Bayer Dormagen | Judith Kusian Larissa Eifler Anna Limbach Léa Krüger            |
| 2     | TSG Eislingen      | Julia Preßmar Celina Treffkorn Ann-Sophie Kindler Clara Mäschke |
| 3     | FC Würth Künzelsau | Anna-Lena Bürkert Vienna Stapf Elisabeth Gette Luzia Hirn       |

Weitere Platzierungen: 4. FC Tauberbischofsheim, 5. PSV Rostock.

### Herrensäbel (Einzel)
| Platz | Sportler        | Verein             |
| ----- | --------------- | ------------------ |
| 1     | Benedikt Wagner | TSV Bayer Dormagen |
| 2     | Matyas Szabo    | TSV Bayer Dormagen |
| 3     | Max Hartung     | TSV Bayer Dormagen |
| 3     | Richard Hübers  | TSV Bayer Dormagen |

Weitere Platzierungen: 5. Benno Schneider (TSV Bayer Dormagen), 6. Robin Schrödter (TSV Bayer Dormagen), 7. Frederic Kindler (TSG Eislingen), 8. Raoul Bonah (TSV Bayer Dormagen).

### Herrensäbel (Mannschaft)
| Platz | Verein                | Sportler                                                  |
| ----- | --------------------- | --------------------------------------------------------- |
| 1     | TSV Bayer Dormagen    | Richard Hübers Luis Bonah Max Hartung Lorenz Kempf        |
| 2     | TSG Eislingen         | Simon Rapp Adrian Degen Thomas Schaich Helge Ulrich       |
| 3     | FC Tauberbischofsheim | Carsten Wüst Nils-Ole Paul Andreas Falb Constantin Krause |

Weitere Platzierungen: 4. ETV Hamburg, 5. PSV Rostock.